# Amanita onusta
Amanita onusta (лат.) — гриб семейства мухоморовые (Amanitaceae). Включён в подрод Lepidella рода Amanita.

## Таксономия
Amanita onusta впервые описан в 1874 году американским микологом Эллиотом Хоу под названием Agaricus onustus. В 1891 году Пьер Саккардо перенёс этот вид в род Amanita. Корнелис Бас поместил вид в ряд Microlepis подсекции Solitariae секции Lepidella.

## Биологическое описание
Плодовые тела Amanita onusta имеют шляпки сначала широко-выпуклой, затем плоской формы, достигающие 5—10 см в диаметре. Поверхность шляпки серовато-белого цвета, покрыта коническими или пирамидальными приподнятыми, в центре более частыми бородавками или частыми, мелкими, симметрично расположенными серыми, серо-коричневыми или серо-оранжевыми чешуйками.

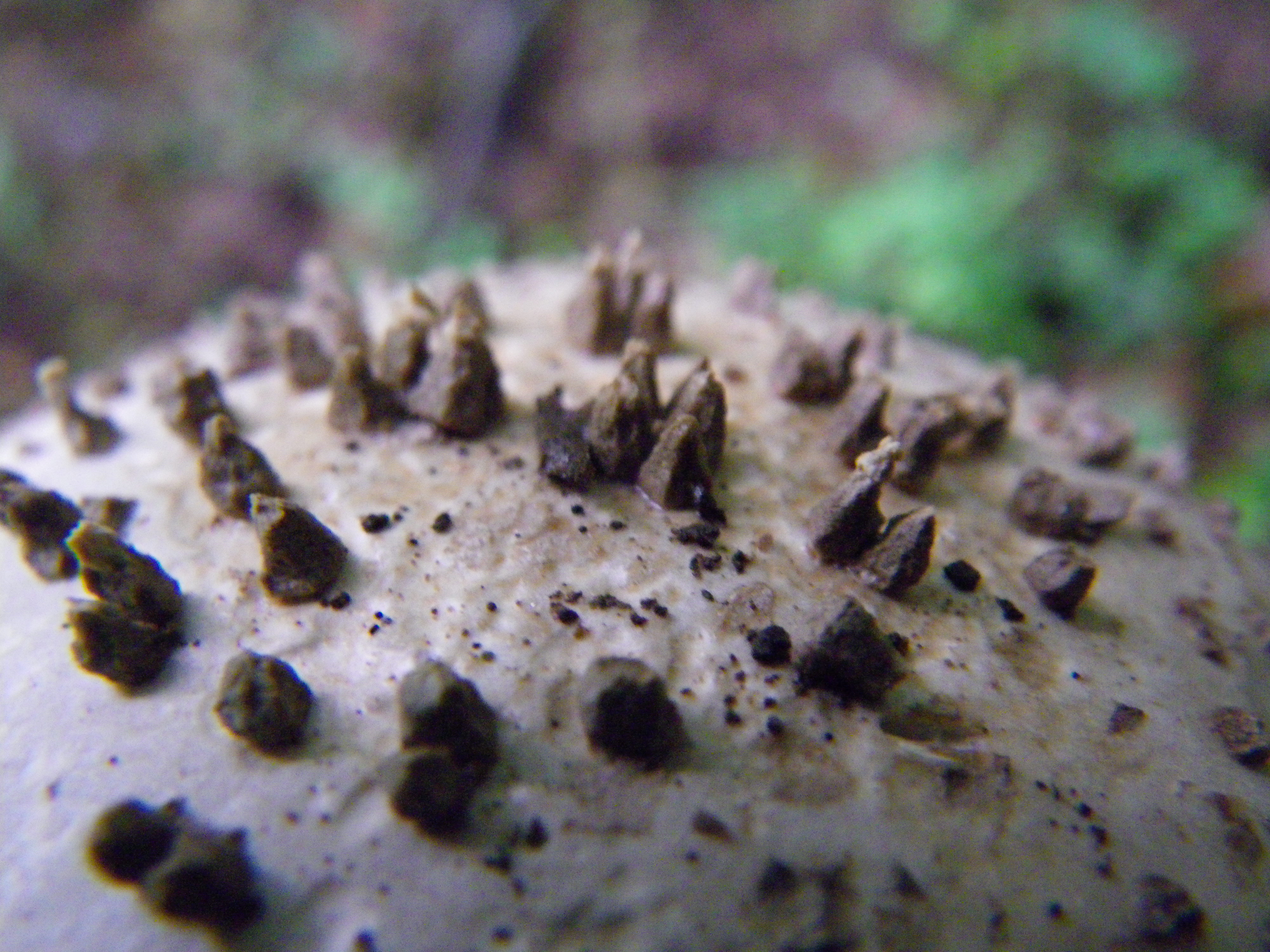
Поверхность шляпки

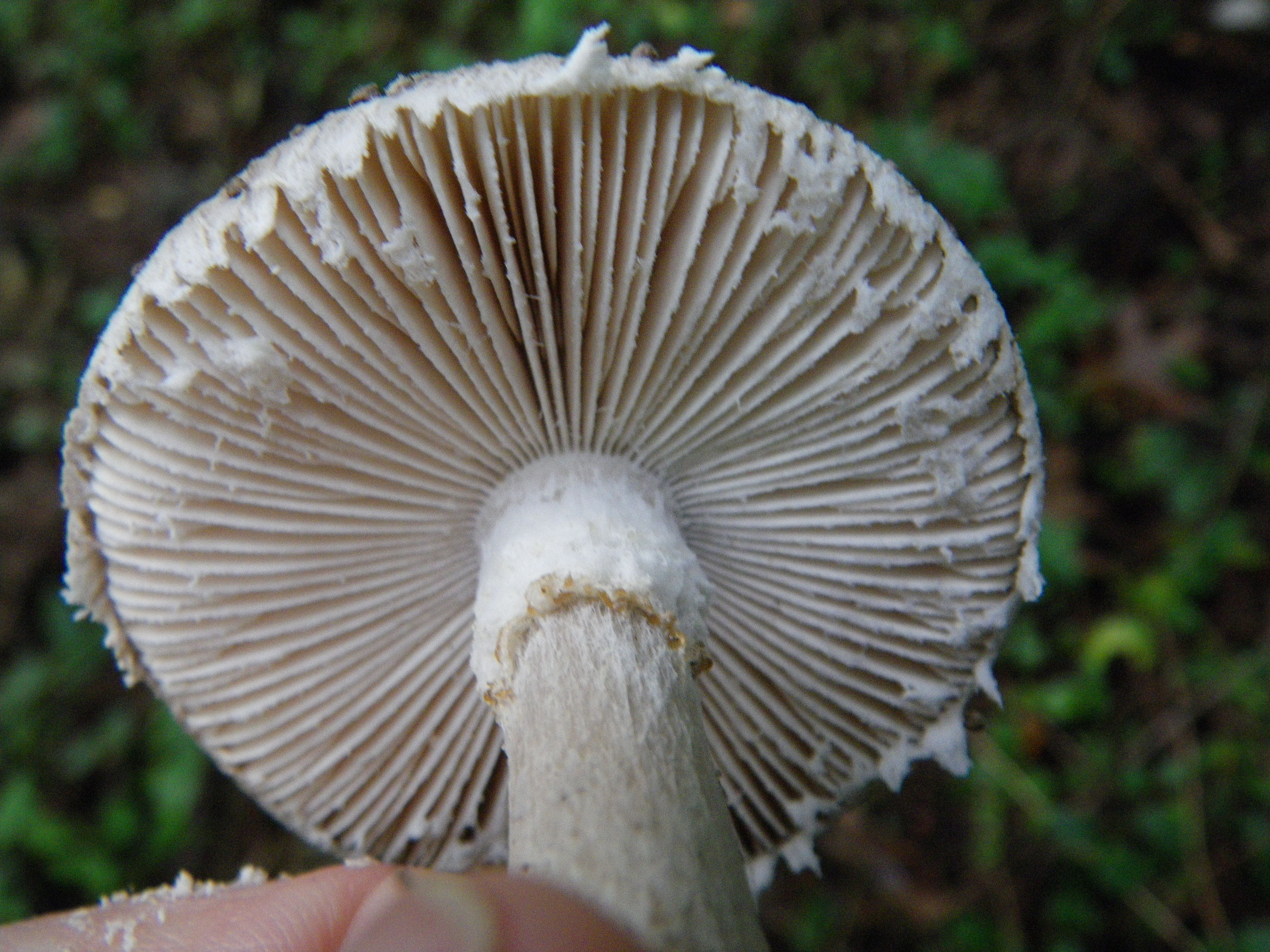
Край шляпки со свисающими остатками покрывала

Пластинки частые, свободные или узко-приросшие к ножке, белого или кремового цвета, имеются также пластиночки.
Остатки покрывала клейкие, иногда остаются до старости на краю шляпки, также образуют кольцо на ножке. Верхняя часть основания ножки покрыта мелкими серо-коричневыми чешуйками.
Ножка 5,5—12 см длиной и 0,6—1,5 см толщиной, немного сужающаяся кверху, серого или серо-коричневого цвета у основания, выше — светлее, покрытая хлопьями или волосками. Основание веретеновидной или реповидной формы, нередко глубоко зарыто в почву. Кольцо белого цвета. Мякоть ножки плотная, белого цвета. Запах слабый или неприятный, напоминает стиральный порошок:80.

### Микроскопические характеристики
Споровый порошок белого цвета. Споры широко-эллипсоидальные до удлинённых, бесцветные, тонкостенные, амилоидные, 8,3—11,6×4,9—6,6 мкм. Базидии 38—46×9—11 мкм, булавовидной формы, большей частью четырёхспоровые, некоторые двух- или трёхспоровые. Хейлоцистиды 23,3—31,5×11,6—15,7 мкм, эллипсоидальной, булавовидной или грушевидной формы. Кожица шляпки до 168 мкм толщиной, состоит из тонкостенных переплетённых гиф 2—5,3 мкм в диаметре. Пряжки на гифах присутствуют.

### Пищевые качества
Пищевые качества A. onusta не изучены, в некоторых источниках описан как «возможно ядовитый». Следует с осторожностью относиться ко всем видам рода Amanita, так как многие из них содержат токсичные вещества.

### Сходные виды
Гриб Amanita onusta может быть спутан с A. cinereoconia с похожими серыми мучнистыми остатками покрывала на поверхности шляпки. A. cinereoconia отличается от A. onusta отсутствием пряжек на гифах и отсутствием бородавок или чешуек в основании ножки. A. cinereoconia также обладает сильным запахом стирального порошка. A. costaricensis встречается только в Коста-Рике. A. atkinsoniana с более редкими хлопьями на шляпке, чем A. onusta, хлопья на ножке расположены поясками.

## Экология и распространение
Amanita onusta встречается одиночно или небольшими группами на земле в смешанных лесах с дубом, гикори и каштаном от Канады до Мексики. Предпочитает песчаные почвы.